# تارسکی ۱۳۶۷۲
سیارک ۱۳۶۷۲ (به انگلیسی: 13672 Tarski، نامگذاری:1997KH) سیزده هزار و ششصد و هفتاد و دومین سیارک کشف شده‌است که در ۳۰ مه ۱۹۹۷ کشف شد.
قدر مطلق سیارک برابر ۱۴٫۴۰ است.